# Liste der Flaggen im Märkischen Kreis
Diese Liste der Flaggen im Märkischen Kreis enthält die Hiss- und Bannerflaggen des Märkischen Kreises in Nordrhein-Westfalen und der kreisangehörigen Städte und Gemeinden, wie sie in den jeweiligen Satzungen beschrieben sind.

## Fahnen des Kreises
| Kreis            | Hissflagge | Banner                        | Kommentare |
| ---------------- | ---------- | ----------------------------- | --- |
| Märkischer Kreis |            | laut Hauptsatzung kein Banner | Der Kreis führt folgendes Wappen: „Durch einen dreireihig rot-weiß (-silbern) geschachten Balken geteilt, oben in Gelb (Gold) wachsend ein schwarzer rotbewehrter Löwe, unten in Weiß (Silber) ein durchgehendes schwarzes Kreuz.“ (verliehen am 6. Mai 1976) […] „Die Flagge des Märkischen Kreises ist von Gelb zu Rot zu Gelb im Verhältnis 1 : 3 : 1 längsgestreift (gemeint ist quergestreift) und zeigt in der Mitte der roten Bahn den Wappenschild des Kreises.“ (Flagge genehmigt am 10. Februar 1976) |

## Städte und Gemeinden
| Stadt oder Gemeinde            | Hissflagge                         | Banner                        | Zitate aus den Hauptsatzungen der Gemeinden und Städte |
| ------------------------------ | ---------------------------------- | ----------------------------- | --- |
| Stadt Altena                   |                                    |                               | Die Stadt führt das traditionelle Altenaer Stadtwappen. Es zeigt in goldenem Felde den märkischen, in drei Reihen von rot und silber geschachten Querbalken, über dem Querbalken wachend die Heilige Katharina von Alexandria in rotem Kleid und blauem Mantel, auf dem Kopfe die Grafenkrone, in der rechten Hand ein silbernes Schwert und in der linken Hand das hölzerne Richtrad mit silbernen sichelförmig gekrümmten Spitzen haltend. Die Stadtflagge (Banner) ist weißrot gleich breit gestreift, in der Mitte, etwas nach der Stangenseite hin verschoben, befindet sich ein weißes Feld mit dem Stadtwappen, darunter steht in schwarzer Schrift ‚Stadt Altena (Westf.)‘. Die Höhe des Flaggentuches verhält sich zu seiner Länge wie 2:5. |
| Stadt Balve                    |                                    |                               | Der Stadt ist mit Urkunde des Regierungspräsidenten in Arnsberg vom 6. Februar 1976 das Recht zur Führung eines Wappens verliehen worden. Beschreibung des Wappens: Gespalten von Silber (Weiß) und Blau, vorn ein halbes schwarzes durchgehendes Kreuz, hinten ein halber silberner golden (gelb) bewehrter Adler. Der Stadt ist ferner mit Urkunde des Regierungspräsidenten Arnsberg das Recht zur Führung einer Flagge verliehen worden. Beschreibung der Flagge: Die Flagge ist in drei Bahnen im Verhältnis 1:3:1 von Weiß zu Blau zu Weiß längs gestreift und zeigt in der Mitte der blauen Bahn das Wappenschild der Stadt. |
| Stadt Halver                   |                                    |                               | Die Stadt führt das Wappen der Gemeinde Halver, das dieser durch Erlass des Reichs- und Preußischen Ministers des Innern vom 29. März 1935 verliehen worden ist. Das Wappen zeigt auf einem in drei Zeilen auf silber und rot geschachtem Balken Tisch und Femlinde, erinnernd an den im 13. Jahrhundert bestandenen Freistuhl. […] Die Stadt führt eine Flagge mit den Farben rot – weiß und dem Stadtwappen. |
| Stadt Hemer                    | laut Hauptsatzung keine Hissflagge |                               | Die Stadt Hemer führt mit Genehmigung des Regierungspräsidenten in Arnsberg vom 16. März 1976 ein Wappen, ein Banner und ein Siegel. Das Wappen ist wie folgt beschrieben: ‚Gespalten, vorn in Gelb (Gold) ein dreireihig rot-weißer (silberner) geschachter Balken, hinten in Schwarz drei (2 : 1) gelbe (goldene) Wolfsangeln.‘ Das Banner ist von Schwarz und Gelb im Verhältnis 1 : 1 gestreift und zeigt in der Mitte der oberen Hälfte den Wappenschild der Stadt. |
| Gemeinde Herscheid             |                                    |                               | Der Gemeinde ist mit Urkunde des Oberpräsidenten vom 17. Oktober 1935 das Recht zur Führung eines Wappens verliehen worden. Das Wappen zeigt in Gold den von Rot und Silber in drei Zeilen geschachten Balken des Grafen von der Mark, aus dem ein wachsender roter Hirsch aufsteigt. Die Gemeindeflagge ist weiß-rot gestreift und trägt das Wappen in diesen Farben. |
| Stadt Iserlohn                 |                                    |                               | Die Stadt Iserlohn führt ein Wappen, das eine im gelben Feld mit zwei roten, blaubedachten Türmen ausgestattete und mit drei rotsilbern geschachten Querbalken belegte Mauer darstellt, aus der zwischen den Türmen der Heilige Pankratius im roten Mantel, in der Rechten ein Schwert haltend, emporwächst. Die Stadtflagge enthält die Stadtfarben Weiß-Rot-Gelb und ist längs gestreift. |
| Stadt Kierspe                  | laut Hauptsatzung keine Hissflagge |                               | Der Stadt Kierspe ist mit Urkunde des Herrn Innenminister NW vom 29. Juli 1969 das Recht zur Führung eines Wappens verliehen worden. Das Wappen zeigt einen durch einen rot-silbernen Schachbalken des Grafen von der Mark geteilten Schild von Gold und Silber, oben einen nach rechts schreitenden schwarzen Raben (Rauk), unten den blau bewehrten roten Löwen der Herzöge von Berg. Die Hauptsatzung gibt keine Auskunft über eine Flagge. Es wird aber ein Banner wie folgt beschrieben geführt: ‚Weiß-rot längsgestreift mit dem Wappen in der oberen Hälfte.‘ |
| Kreisstadt Lüdenscheid         |                                    |                               | Die Stadt Lüdenscheid führt ihr traditionelles Wappen: in Gold (Gelb) über einer roten Zinnenmauer mit offenem Tor ein zweireihig siebzehnmal von Silber (Weiß) und Rot geschachter Balken, darüber wachsend der Bischof Medardus in rotem Ornat mit roter Mitra, silbernem Bischofsstab, in der linken Hand ein geschlossenes rotes Buch mit goldenem Kreuz und Goldschnitt haltend. Die Stadtflagge ist weiß-rot gleich breit quergestreift. In der Mitte befindet sich das Wappen. |
| Stadt Meinerzhagen             | laut Hauptsatzung keine Hissflagge |                               | Wappen Die Stadt führt das vom Rat der Stadt Meinerzhagen in seiner Sitzung am 18. April 1975 beschlossene und durch Urkunde des Regierungspräsidenten in Arnsberg vom 14. Juli 1975 - 31.1.21-03 - genehmigte Wappen. Beschreibung des Wappens: Geteilt, im größeren oberen Feld in Gelb (Gold) wachsender roter, weißbewehrter Löwe über blauem Andreaskreuz, unten rot-weißer (-silberner) Schachbalken, belegt mit gelbem (goldenem) Jagdhorn. Die Farben der Stadtfahne sind ‚blau-gold‘. Es wird aber ein Banner wie folgt beschrieben geführt: Blau-gelb im Verhältnis 1 : 1, längsgestreift mit dem Stadtwappen im oberen Drittel. |
| Stadt Menden (Sauerland)       |                                    |                               | Das Wappen der Stadt zeigt in schwarz einen weißen (silbernen) gezinnten Torturm mit beiderseits angebauten Erkern, im Torbogen ein gelbes (goldenes) Fallgitter, davor eine weiße (silberne) Zugbrücke. Die Flagge der Stadt zeigt von Rot zu Gelb, im Verhältnis 1 : 1 quergestreift, in der Mitte den Wappenschild der Stadt. Das Banner zeigt von Rot zu Gelb, im Verhältnis 1 : 1 längsgestreift, in der Mitte des oberen Drittels den Wappenschild der Stadt. |
| Gemeinde Nachrodt-Wiblingwerde |                                    |                               | Die Gemeinde führt ihr traditionelles Wappen, genehmigt am 17. Oktober 1935 durch den Oberpräsidenten der Provinz Westfalen. Das Wappen zeigt in Gold den märkischen Würfelbalken in Silber und Rot, die Rose des Kirchspiels Wiblingwerde und ein blaues Wellenband (die Lenne darstellend). (3) Die Gemeindeflagge ist weiß - rot und trägt das Wappen in den unter Abs. 2 genannten Farben. |
| Stadt Neuenrade                |                                    |                               | Der Stadt Neuenrade ist mit Urkunde des Regierungspräsidenten Arnsberg vom 23. März 1979 das Recht zur Führung eines Wappens verliehen worden. Beschreibung des Wappens: Von Gelb und Weiß durch einen dreireihig rot-weiß geschachten Balken geteilt; oben die wachsende, rot gekleidete, gelb gekrönte Gottesmutter mit blauem Mantel, auf dem rechten Arm das Jesuskind, beide weiß nimbiert; unten ein durchgehendes schwarzes Kreuz. Der Stadt Neuenrade ist mit Urkunde des Regierungspräsidenten Arnsberg vom 23. März 1979 das Recht zur Führung einer Flagge und eines Banners verliehen worden. Beschreibung Flagge: Von Rot und Weiß im Verhältnis 1:1 längsgestreift, auf der Mitte beider Bahnen der Wappenschild der Stadt. Beschreibung Banner: Von Rot und Weiß im Verhältnis 1:1 längsgestreift, auf der Mitte beider Bahnen, etwas zur Stange verschoben, der Wappenschild der Stadt. |
| Stadt Plettenberg              |                                    | laut Hauptsatzung kein Banner | Das Wappen der Stadt zeigt: In rotem Schilde zwischen durch eine Mauer verbundenen, goldenen, mit blauen Spitzdächern versehenen Türmen einen goldenen, von einer Krone bedeckten Schild mit einem dreireihig rot-silbern geschachten Balken. […] Die Stadtflagge enthält die Stadtfarben blau-gelb in zwei gleich großen länglich recht-eckigen Feldern mit dem Stadtwappen in der Mitte. |
| Gemeinde Schalksmühle          |                                    |                               | Der Gemeinde ist durch Urkunde des Regierungspräsidenten in Arnsberg vom 21. Juli 1970 das Recht zur Führung eines Wappens verliehen worden. Das Wappen zeigt auf goldenem Grund einen dreireihig in je neun Feldern von Rot zu Silber geschachten Balken, darüber wachsend ein halbes schwarzes Schaufelrad, darunter drei zu einem Strauß zusammengestellte grüne Stechpalmenblätter (Ilex). […] Der Gemeinde ist durch Urkunde des Regierungspräsidenten in Arnsberg vom 30. März 1972 das Recht zur Führung einer Flagge und eines Banners verliehen worden. Die Flagge (Hissflagge) ist von Grün zu Rot in zwei gleichbreiten Bahnen längsgestreift, in der Mitte etwas zur Stange verrückt, der Wappenschild der Gemeinde. Das Banner ist von Grün zu Rot in zwei gleich breiten Bahnen längsgestreift, in der Mitte der oberen Hälfte der Wappenschild der Gemeinde.                             |
| Stadt Werdohl                  |                                    |                               | Der Stadt ist am 16. Januar 1935 das Recht zur Führung des folgenden Wappens verliehen worden: ‚Im weiß und schwarz gespaltenen Schilde eine bis zum Schildrande aufsteigende eingebogene goldene Spitze, oben rechts eine rote Rose mit grünen Blättern, links eine senkrecht gestellte silberne Kette mit 3 runden Ringen, bei denen der obere und untere Ring offen sind; die Spitze überquert von dem in drei Reihen von Silber und Rot geschachteten Balken der Grafen von der Mark. […]‘ Das von der Stadt geführte Banner ist im oberen und unteren Teil rot. Auf dem mittleren weißen Feld wird das Stadtwappen gezeigt. |